# Liste des Pokémon de sixième génération
Pour un article plus général, voir Liste des Pokémon.
La liste des Pokémon de sixième génération recense les espèces de Pokémon apparues dans la sixième génération de jeu constituée 72 nouveaux Pokémon pour la série principale, de Pokémon X et Pokémon Y ; elles sont présentées dans l'ordre du Pokédex, une encyclopédie fictive qui décrit l'ensemble des Pokémon.
Les pré-évolutions et évolutions accompagnées d'un numéro correspondent à des Pokémon issus d'autres générations.
Cette liste inclut également les formes alternatives des Pokémon de cette sixième génération, c'est-à-dire les méga-évolutions issues des jeux Pokémon X et Y ou encore les formes de Hisui issues du jeu Légendes Pokémon : Arceus.
Chaque Pokémon possède deux noms officiels en japonais : l'un en katakana (entre parenthèses) — sa transcription Hepburn pouvant être vue en passant la souris sur le nom japonais — et un autre en rōmaji, utilisé en tant que marque commerciale (en italique). En Occident, le nom français des Pokémon est utilisé en France, en Belgique, en Suisse et au Québec tandis que le nom anglais est utilisé dans le reste du monde, à l'exception de l'Allemagne, la Corée du Sud et la Chine.
| Méga-évolution | Forme de Hisui |

| Numéro national     |                                        | Nom français             | Nom japonais           | Nom anglais                  |                        | Type            |  | Évolution précédente | Évolution suivante |
| ------------------- | -------------------------------------- | ------------------------ | ---------------------- | ---------------------------- | ---------------------- | --------------- |  | -------------------- | ------------------ |
| 650                 |                                        | Marisson                 | Harimaron (ハリマロン) | Chespin                      |                        | Plante          |  | Œuf                  | Boguérisse         |
| 651                 | Boguérisse                             | Hariborg (ハリボーグ)    | Quilladin              | Plante                       | Marisson               | Blindépique     |  |                      |                    |
| 652                 | Blindépique                            | Brigarron (ブリガロン)   | Chesnaught             | Plante / Combat              | Boguérisse             | Pas d’évolution |  |                      |                    |
| 653                 | Feunnec                                | Fokko (フォッコ)         | Fennekin               | Feu                          | Œuf                    | Roussil         |  |                      |                    |
| 654                 | Roussil                                | Tairenar (テールナー)    | Braixen                | Feu                          | Feunnec                | Goupelin        |  |                      |                    |
| 655                 | Goupelin                               | Mahoxy (マフォクシー)    | Delphox                | Feu / Psy                    | Roussil                | Pas d’évolution |  |                      |                    |
| 656                 | Grenousse                              | Keromatsu (ケロマツ)     | Froakie                | Eau                          | Œuf                    | Croâporal       |  |                      |                    |
| 657                 | Croâporal                              | Gekogashira (ゲロガシラ) | Frogadier              | Eau                          | Grenousse              | Amphinobi       |  |                      |                    |
| 658                 | Amphinobi                              | Gekkouga (ゲッコウガ)    | Greninja               | Eau / Ténèbres               | Croâporal              | Pas d’évolution |  |                      |                    |
| 659                 | Sapereau                               | Horubee (ホルビー)       | Bunnelby               | Normal                       | Œuf                    | Excavarenne     |  |                      |                    |
| 660                 | Excavarenne                            | Horudo (ボルード)        | Diggersby              | Normal / Sol                 | Sapereau               | Pas d’évolution |  |                      |                    |
| 661                 | Passerouge                             | Yayakoma (ヤヤコマ)      | Fletchling             | Normal / Vol                 | Œuf                    | Braisillon      |  |                      |                    |
| 662                 | Braisillon                             | Hinoyakoma (ヒノヤコマ)  | Fletchinder            | Feu / Vol                    | Passerouge             | Flambusard      |  |                      |                    |
| 663                 | Flambusard                             | Fiarrow (ファイアロー)   | Talonflame             | Feu / Vol                    | Braisillon             | Pas d’évolution |  |                      |                    |
| 664                 | Lépidonille                            | Kofukimushi (コフキムシ) | Scatterbug             | Insecte                      | Œuf                    | Pérégrain       |  |                      |                    |
| 665                 | Pérégrain                              | Kofuurai (コフーライ)    | Spewpa                 | Insecte                      | Lépidonille            | Prismillon      |  |                      |                    |
| 666                 | Prismillon                             | Viviyon (ビビヨン)       | Vivillon               | Insecte / Vol                | Pérégrain              | Pas d’évolution |  |                      |                    |
| 667                 | Hélionceau                             | Shishiko (シシコ)        | Litleo                 | Feu / Normal                 | Œuf                    | Némélios        |  |                      |                    |
| 668                 | Némélios                               | Kaenjishi (カエンジシ)   | Pyroar                 | Feu / Normal                 | Hélionceau             | Pas d’évolution |  |                      |                    |
| 669                 | Flabébé                                | Flabebe (フラベベ)       | Flabébé                | Fée                          | Œuf                    | Floette         |  |                      |                    |
| 670                 | Floette                                | Floette (フラエッテ)     | Floette                | Fée                          | Flabébé                | Florges         |  |                      |                    |
| 671                 | Florges                                | Florges (フラージェス)   | Florges                | Fée                          | Floette                | Pas d’évolution |  |                      |                    |
| 672                 | Cabriolaine                            | Meecle (メエークル)      | Skiddo                 | Plante                       | Œuf                    | Chevroum        |  |                      |                    |
| 673                 | Chevroum                               | Gogoat (ゴーゴート)      | Gogoat                 | Plante                       | Cabriolaine            | Pas d’évolution |  |                      |                    |
| 674                 | Pandespiègle                           | Yancham (ヤンチャム)     | Pancham                | Combat                       | Œuf                    | Pandarbare      |  |                      |                    |
| 675                 | Pandarbare                             | Goronda (ゴロンダ)       | Pangoro                | Combat / Ténèbres            | Pandespiègle           | Pas d’évolution |  |                      |                    |
| 676                 | Couafarel                              | Trimmien (トリミアン)    | Furfrou                | Normal                       | Œuf                    | Pas d’évolution |  |                      |                    |
| 677                 | Psystigri                              | Nyasper (ニャスパー)     | Espurr                 | Psy                          | Œuf                    | Mistigrix       |  |                      |                    |
| 678                 | Mistigrix                              | Nyaonix (ニャオニクス)   | Meowstic               | Psy                          | Psystigri              | Pas d’évolution |  |                      |                    |
| 679                 | Monorpale                              | Hitotsuki (ヒトツキ)     | Honedge                | Acier / Spectre              | Œuf                    | Dimoclès        |  |                      |                    |
| 680                 | Dimoclès                               | Nidangill (ニダンギル)   | Doublade               | Acier / Spectre              | Monorpale              | Exagide         |  |                      |                    |
| 681                 | Exagide                                | Gillgard (ギルガルド)    | Aegislash              | Acier / Spectre              | Dimoclès               | Pas d’évolution |  |                      |                    |
| 682                 | Fluvetin                               | Shushupu (シュシュプ)    | Spritzee               | Fée                          | Œuf                    | Cocotine        |  |                      |                    |
| 683                 | Cocotine                               | Frefuwan (フレフワン)    | Aromatisse             | Fée                          | Fluvetin               | Pas d’évolution |  |                      |                    |
| 684                 | Sucroquin                              | Peroppafu (ペロッパフ)   | Swirlix                | Fée                          | Œuf                    | Cupcanaille     |  |                      |                    |
| 685                 | Cupcanaille                            | Peroream (ペロリーム)    | Slurpuff               | Fée                          | Sucroquin              | Pas d’évolution |  |                      |                    |
| 686                 | Sepiatop                               | Maaiika (マーイーカ)     | Inkay                  | Ténèbres / Psy               | Œuf                    | Sepiatroce      |  |                      |                    |
| 687                 | Sepiatroce                             | Calamanero (カラマネロ)  | Malamar                | Ténèbres / Psy               | Sepiatop               | Pas d’évolution |  |                      |                    |
| 688                 | Opermine                               | Kametete (カメテテ)      | Binacle                | Roche / Eau                  | Œuf                    | Golgopathe      |  |                      |                    |
| 689                 | Golgopathe                             | Gamenodes (ガメノデス)   | Barbaracle             | Roche / Eau                  | Opermine               | Pas d’évolution |  |                      |                    |
| 690                 | Venalgue                               | Kuzumo (クズモー)        | Skrelp                 | Poison / Eau                 | Œuf                    | Kravarech       |  |                      |                    |
| 691                 | Kravarech                              | Dramidoro (ドラミドロ)   | Dragalge               | Poison / Dragon              | Venalgue               | Pas d’évolution |  |                      |                    |
| 692                 | Flingouste                             | Udeppou (ウデッポウ)     | Clauncher              | Eau                          | Œuf                    | Gamblast        |  |                      |                    |
| 693                 | Gamblast                               | Bloster (ブロスター)     | Clawitzer              | Eau                          | Flingouste             | Pas d’évolution |  |                      |                    |
| 694                 | Galvaran                               | Elekiteru (エリキテル)   | Helioptile             | Électrik / Normal            | Œuf                    | Iguolta         |  |                      |                    |
| 695                 | Iguolta                                | Elezard (エレザード)     | Heliolisk              | Électrik / Normal            | Galvaran               | Pas d’évolution |  |                      |                    |
| 696                 | Ptyranidur                             | Chigoras (チゴラス)      | Tyrunt                 | Roche / Dragon               | Fossile Mâchoire / Œuf | Rexillius       |  |                      |                    |
| 697                 | Rexillius                              | Gachigoras (ガチゴラス)  | Tyrantrum              | Roche / Dragon               | Ptyranidur             | Pas d’évolution |  |                      |                    |
| 698                 | Amagara                                | Amarus (アマルス)        | Amaura                 | Roche / Glace                | Fossile Nageoire / Œuf | Dragmara        |  |                      |                    |
| 699                 | Dragmara                               | Amaruruga (アマルルガ)   | Aurorus                | Roche / Glace                | Amagara                | Pas d’évolution |  |                      |                    |
| 700                 | Nymphali                               | Nymphia (ニンフィア)     | Sylveon                | Fée                          | Évoli (#133)           | Pas d’évolution |  |                      |                    |
| 701                 | Brutalibré                             | Luchabull (ルチャブル)   | Hawlucha               | Combat / Vol                 | Œuf                    | Pas d’évolution |  |                      |                    |
| 702                 | Dedenne                                | Dedenne (デデンネ)       | Dedenne                | Électrik / Fée               | Œuf                    | Pas d’évolution |  |                      |                    |
| 703                 | Strassie                               | Melecie (メレシー)       | Carbink                | Roche / Fée                  | Œuf                    | Pas d’évolution |  |                      |                    |
| 704                 | Mucuscule                              | Numera (ヌメラ)          | Goomy                  | Dragon                       | Œuf                    | Colimucus       |  |                      |                    |
| Colimucus de Hisui  |                                        |                          |                        |                              |                        |                 |  |                      |                    |
| 705                 | Colimucus                              | Numeil (ヌメイル)        | Sliggoo                | Dragon                       | Mucuscule              | Muplodocus      |  |                      |                    |
| Colimucus de Hisui  | Hisui no Numeil (ヒスイのヌメイル)     | Hisuian Sliggoo          | Dragon / Acier         | Mucuscule                    | Muplodocus de Hisui    |                 |  |                      |                    |
| 706                 | Muplodocus                             | Numelgon (ヌメルゴン)    | Goodra                 | Dragon                       | Colimucus              | Pas d’évolution |  |                      |                    |
| Muplodocus de Hisui | Hisui no Numelgon (ヒスイのヌメルゴン) | Hisuian Goodra           | Dragon / Acier         | Colimucus de Hisui           | Pas d’évolution        |                 |  |                      |                    |
| 707                 | Trousselin                             | Cleffy (クレッフィ)      | Klefki                 | Acier / Fée                  | Œuf                    | Pas d’évolution |  |                      |                    |
| 708                 | Brocélôme                              | Bokurei (ボクレー)       | Phantump               | Spectre / Plante             | Œuf                    | Desséliande     |  |                      |                    |
| 709                 | Desséliande                            | Ohrot (オーロット)       | Trevenant              | Spectre / Plante             | Brocélôme              | Pas d’évolution |  |                      |                    |
| 710                 | Pitrouille                             | Bakeccha (バケッチャ)    | Pumpkaboo              | Spectre / Plante             | Œuf                    | Banshitrouye    |  |                      |                    |
| 711                 | Banshitrouye                           | Pumpjin (パンプシン)     | Gourgeist              | Spectre / Plante             | Pitrouille             | Pas d’évolution |  |                      |                    |
| 712                 | Grelaçon                               | Kachikohru (カチコール)  | Bergmite               | Glace                        | Œuf                    | Séracrawl       |  |                      |                    |
| Séracrawl de Hisui  |                                        |                          |                        |                              |                        |                 |  |                      |                    |
| 713                 | Séracrawl                              | Crebase (クレベース)     | Avalugg                | Glace                        | Grelaçon               | Pas d’évolution |  |                      |                    |
| Séracrawl de Hisui  | Hisui no Crebase (ヒスイのクレベース)  | Hisuian Avalugg          | Glace / Roche          | Grelaçon                     | Pas d’évolution        |                 |  |                      |                    |
| 714                 | Sonistrelle                            | Onbat (オンバット)       | Noibat                 | Vol / Dragon                 | Œuf                    | Bruyverne       |  |                      |                    |
| 715                 | Bruyverne                              | Onvern (オンバーン)      | Noivern                | Vol / Dragon                 | Sonistrelle            | Pas d’évolution |  |                      |                    |
| 716                 | Xerneas                                | Xerneas (ゼルネアス)     | Xerneas                | Fée                          | Pas de pré-évolution   | Pas d’évolution |  |                      |                    |
| 717                 | Yveltal                                | Yveltal (イベルタル)     | Yveltal                | Ténèbres / Vol               | Pas de pré-évolution   | Pas d’évolution |  |                      |                    |
| 718                 | Zygarde                                | Zygarde (ジガルデ)       | Zygarde                | Dragon / Sol                 | Pas de pré-évolution   | Pas d’évolution |  |                      |                    |
| 719                 | Diancie                                | Diancie (ディアンシ)     | Diancie                | Roche / Fée                  | Pas de pré-évolution   | Méga-évolution  |  |                      |                    |
| 720                 | Hoopa                                  | Hoopa (フーパ)           | Hoopa                  | Psy / Spectre Psy / Ténèbres | Pas de pré-évolution   | Pas d’évolution |  |                      |                    |
| 721                 | Volcanion                              | Volcanion (ボルケニオン) | Volcanion              | Feu / Eau                    | Pas de pré-évolution   | Pas d’évolution |  |                      |                    |

## Méga-évolution
| Numéro national |                  | Nom français                        | Nom japonais                       | Nom anglais        |            | Type            |  | Évolution précédente | Évolution suivante |
| --------------- | ---------------- | ----------------------------------- | ---------------------------------- | ------------------ | ---------- | --------------- |  | -------------------- | ------------------ |
| 003             |                  | Méga-Florizarre                     | Mega Fushigibana (メガ フシギバナ) | Mega Venusaur      |            | Plante / Poison |  | Florizarre           | Pas d’évolution    |
| 006             | Méga-Dracaufeu X | Mega Lizardon X (メガ リザードン X) | Mega Charizard X                   | Feu / Dragon       | Dracaufeu  | Pas d’évolution |  |                      |                    |
| 006             | Méga-Dracaufeu Y | Mega Lizardon Y (メガ リザードン Y) | Mega Charizard Y                   | Feu / Vol          | Dracaufeu  | Pas d’évolution |  |                      |                    |
| 009             | Méga-Tortank     | Mega Kamex (メガ カメックス)        | Mega Blastoise                     | Eau                | Tortank    | Pas d’évolution |  |                      |                    |
| 015             | Méga-Dardargnan  | Mega Spear (メガ スピアー)          | Mega Beedrill                      | Insecte / Poison   | Dardargnan | Pas d’évolution |  |                      |                    |
| 018             | Méga-Roucarnage  | Mega Pigeot (メガ ピジョット)       | Mega Pidgeot                       | Normal / Vol       | Roucarnage | Pas d’évolution |  |                      |                    |
| 065             | Méga-Alakazam    | Mega Foodin (メガ フーディン)       | Mega Alakazam                      | Psy                | Alakazam   | Pas d’évolution |  |                      |                    |
| 080             | Méga-Flagadoss   | Mega Yadoran (メガ ヤドラン)        | Mega Slowbro                       | Eau / Psy          | Flagadoss  | Pas d’évolution |  |                      |                    |
| 094             | Méga-Ectoplasma  | Mega Gangar (メガ ゲンガ)           | Mega Gengar                        | Spectre / Poison   | Ectoplasma | Pas d’évolution |  |                      |                    |
| 115             | Méga-Kangourex   | Mega Garura (メガ ガルーラ)         | Mega Kangaskhan                    | Normal             | Kangourex  | Pas d’évolution |  |                      |                    |
| 127             | Méga-Scarabrute  | Mega Kailios (メガ カイロス)        | Mega Pinsir                        | Insecte / Vol      | Scarabrute | Pas d’évolution |  |                      |                    |
| 130             | Méga-Léviator    | Mega Gyarados (メガ ギャラドス)     | Mega Gyarados                      | Eau / Ténèbres     | Léviator   | Pas d’évolution |  |                      |                    |
| 142             | Méga-Ptéra       | Mega Ptera (メガ プテラ)            | Mega Aerodactyl                    | Roche / Vol        | Ptéra      | Pas d’évolution |  |                      |                    |
| 150             | Méga-Mewtwo X    | Mega Mewtwo X (メガ ミュウツー X)   | Mega Mewtwo X                      | Psy / Combat       | Mewtwo     | Pas d’évolution |  |                      |                    |
| 150             | Méga-Mewtwo Y    | Mega Mewtwo Y (メガ ミュウツー Y)   | Mega Mewtwo Y                      | Psy                | Mewtwo     | Pas d’évolution |  |                      |                    |
| 181             | Méga-Pharamp     | Mega Denryu (メガ デンリュウ)       | Mega Ampharos                      | Électrik / Dragon  | Pharamp    | Pas d’évolution |  |                      |                    |
| 208             | Méga-Steelix     | Mega Haganeil (メガ ハガネール)     | Mega Steelix                       | Acier / Sol        | Steelix    | Pas d’évolution |  |                      |                    |
| 212             | Méga-Cizayox     | Mega Hassam (メガ ハッサム)         | Mega Scizor                        | Insecte / Acier    | Cizayox    | Pas d’évolution |  |                      |                    |
| 214             | Méga-Scarhino    | Mega Heracros (メガ ヘラクロス)     | Mega Heracross                     | Insecte / Combat   | Scarhino   | Pas d’évolution |  |                      |                    |
| 229             | Méga-Démolosse   | Mega Hellgar (メガ ヘルガー)        | Mega Houndoom                      | Ténèbres / Feu     | Démolosse  | Pas d’évolution |  |                      |                    |
| 248             | Méga-Tyranocif   | Mega Bangiras (メガ バンギラス)     | Mega Tyranitar                     | Roche / Ténèbres   | Tyranocif  | Pas d’évolution |  |                      |                    |
| 254             | Méga-Jungko      | Mega Jukain (メガ ジュカイン)       | Mega Sceptile                      | Plante / Dragon    | Jungko     | Pas d’évolution |  |                      |                    |
| 257             | Méga-Braségali   | Mega Bursyamo (メガ バシャーモ)     | Mega Blaziken                      | Feu / Combat       | Braségali  | Pas d’évolution |  |                      |                    |
| 260             | Méga-Laggron     | Mega Laglarge (メガ ラグラージ)     | Mega Swampert                      | Eau / Sol          | Laggron    | Pas d’évolution |  |                      |                    |
| 282             | Méga-Gardevoir   | Mega Sirnight (メガ サーナイト)     | Mega Gardevoir                     | Psy / Fée          | Gardevoir  | Pas d’évolution |  |                      |                    |
| 302             | Méga-Ténéfix     | Mega Yamirami (メガ ヤミラミ)       | Mega Sableye                       | Ténèbres / Spectre | Ténéfix    | Pas d’évolution |  |                      |                    |
| 303             | Méga-Mysdibule   | Mega Kucheat (メガ クチート)        | Mega Mawile                        | Acier / Fée        | Mysdibule  | Pas d’évolution |  |                      |                    |
| 306             | Méga-Galeking    | Mega Bossgodora (メガ ボスゴドラ)   | Mega Aggron                        | Acier              | Galeking   | Pas d’évolution |  |                      |                    |
| 308             | Méga-Charmina    | Mega Charem (メガ チャーレム)       | Mega Medicham                      | Combat / Psy       | Charmina   | Pas d’évolution |  |                      |                    |
| 310             | Méga-Élecsprint  | Mega Livolt (メガ ライボルト)       | Mega Manectric                     | Électrik           | Élecsprint | Pas d’évolution |  |                      |                    |
| 319             | Méga-Sharpedo    | Mega Samehader (メガ サメハダー)    | Mega Sharpedo                      | Eau / Ténèbres     | Sharpedo   | Pas d’évolution |  |                      |                    |
| 323             | Méga-Camérupt    | Mega Bakuuda (メガ バクーダ)        | Mega Camerupt                      | Feu / Sol          | Camérupt   | Pas d’évolution |  |                      |                    |
| 334             | Méga-Altaria     | Mega Tyltalis (メガ チルタリス)     | Mega Altaria                       | Dragon / Fée       | Altaria    | Pas d’évolution |  |                      |                    |
| 354             | Méga-Branette    | Mega Juppeta (メガ ジュペッタ)      | Mega Banette                       | Spectre            | Branette   | Pas d’évolution |  |                      |                    |
| 359             | Méga-Absol       | Mega Absol (メガ アブソル)          | Mega Absol                         | Ténèbres           | Absol      | Pas d’évolution |  |                      |                    |
| 362             | Méga-Oniglali    | Mega Onigohri (メガ オニゴーリ)     | Mega Glalie                        | Glace              | Oniglali   | Pas d’évolution |  |                      |                    |
| 373             | Méga-Drattak     | Mega Bohmander (メガ ボーマンダ)    | Mega Salamence                     | Dragon / Vol       | Drattak    | Pas d’évolution |  |                      |                    |
| 376             | Méga-Métalosse   | Mega Metagross (メガ メタグロス)    | Mega Metagross                     | Acier / Psy        | Métalosse  | Pas d’évolution |  |                      |                    |
| 380             | Méga-Latias      | Mega Latias (メガ ラティアス)       | Mega Latias                        | Dragon / Psy       | Latias     | Pas d’évolution |  |                      |                    |
| 381             | Méga-Latios      | Mega Latios (メガ ラティオス)       | Mega Latios                        | Dragon / Psy       | Latios     | Pas d’évolution |  |                      |                    |
| 384             | Méga-Rayquaza    | Mega Rayquaza (メガ レックウザ)     | Mega Rayquaza                      | Dragon / Vol       | Rayquaza   | Pas d’évolution |  |                      |                    |
| 428             | Méga-Lockpin     | Mega Mimilop (メガ ミミロップ)      | Mega Lopunny                       | Normal / Combat    | Lockpin    | Pas d’évolution |  |                      |                    |
| 445             | Méga-Carchacrok  | Mega Gablias (メガ ガブリアス)      | Mega Garchomp                      | Dragon / Sol       | Carchacrok | Pas d’évolution |  |                      |                    |
| 448             | Méga-Lucario     | Mega Lucario (メガ ルカリオ)        | Mega Lucario                       | Combat / Acier     | Lucario    | Pas d’évolution |  |                      |                    |
| 460             | Méga-Blizzaroi   | Mega Yukinooh (メガ ユキノオー)     | Mega Abomasnow                     | Plante / Glace     | Blizzaroi  | Pas d’évolution |  |                      |                    |
| 475             | Méga-Gallame     | Mega Erureido (メガ エルレイド)     | Mega Gallade                       | Psy / Combat       | Gallame    | Pas d’évolution |  |                      |                    |
| 531             | Méga-Nanméouïe   | Mega Tabunne (メガ タブンネ)        | Mega Audino                        | Normal / Fée       | Nanméouïe  | Pas d’évolution |  |                      |                    |
| 719             | Méga-Diancie     | Mega Diancie (メガ ディアンシー)    | Mega Diancie                       | Roche / Fée        | Diancie    | Pas d’évolution |  |                      |                    |

## Primo-résurgence
| Numéro national |               | Nom français                      | Nom japonais                     | Nom anglais   |         | Type            |  | Évolution précédente | Évolution suivante |
| --------------- | ------------- | --------------------------------- | -------------------------------- | ------------- | ------- | --------------- |  | -------------------- | ------------------ |
| 382             |               | Primo-Kyogre                      | Genshi Kyogre (ゲンシカイオーガ) | Primal Kyogre |         | Eau             |  | Kyogre               | Pas d’évolution    |
| 383             | Primo-Groudon | Genshi Groudon (ゲンシグラードン) | Primal Groudon                   | Sol / Feu     | Groudon | Pas d’évolution |  |                      |                    |